# Bürgergemeinschaft für Solingen
Die Bürgergemeinschaft für Solingen e. V. (BfS) ist die älteste unabhängige Wählergemeinschaft in Solingen.

## Grundsätze
Die BfS ist keine Partei, sondern ein eingetragener Verein für Kommunalpolitik in Solingen. Sie strebt eine rein sachbezogene Interessenvertretung der Solinger Bevölkerung an. Alle in Solingen gemeldeten Einwohner sind berechtigt Mitglied zu werden. Die BfS arbeitet mit allen im Rat der Stadt Solingen vertretenden Parteien zusammen und schließt einzig eine Zusammenarbeit mit rechts- sowie linksextremen Gruppierungen aus. In der BfS-Satzung ist ausdrücklich festgehalten, dass es keinen Fraktionszwang gibt. Ohne Bindung an eine konfessionelle Religionsgemeinschaft, bekennt sich die BfS zur christlichen Weltanschauung.

## Geschichte
1999 wurde der Verein Bürgergemeinschaft für Solingen e. V. (BfS) gegründet. Seit 2003 ist der in Solingen-Ohligs geborene Martin Bender Vereinsvorsitzender der Bürgergemeinschaft für Solingen. Ehemalige Mitbegründer der BfS haben den Verein verlassen. Mit Stimmen der rechtspopulistischen Alternative für Deutschland erlangte die BfS 2014 ein Aufsichtsrats- (Klinikum – Michael Bender) und ein Verwaltungsratsmandat (Stadt-Sparkasse – Heinz Bender). Im Gegenzug wählte die BfS einen Vertreter der AfD in den Aufsichtsrat der Altenzentren. Weitere Stimmen erhielt die BfS von der rechtsextreme Vereinigung Pro NRW. Die BfS beteuert, dies sei unbeabsichtigt geschehen.
Ab April 2021 bildeten die beiden Ratsmitglieder der Bürgergemeinschaft für Solingen, Jan Michael Lange und Martin Bender, zusammen mit Ratsmitglied Hakan Secgin von der Alternativen Bürgerinitiative Solingen (ABI) die neue Fraktionsgemeinschaft BfS-ABI im Rat der Stadt Solingen. Als Fraktionsvorsitzender wurde Jan Michael Lange, als seine beiden Stellvertreter Hakan Secgin und Martin Bender gewählt. Daniela Winter ist neue Schatzmeisterin, Jan Salewski und Hakan Secgin die beiden Pressesprecher. Die gemeinsame Fraktion wurde aufgrund unterschiedlicher Auffassungen zur politischen Ausrichtung am 31. Dezember 2023 beendet.

## Wahlergebnisse
Die BfS trat seit 1999 bei jeder Kommunalwahl in Solingen an und stellte ab 2004 immer wieder Kandidaten für das Amt des Oberbürgermeisters.
| Jahr | Stimmenanteil Ratswahl in % | Mandate | Oberbürgermeister-Kandidat | Stimmenanteil OB-Wahl in % |
| ---- | --------------------------- | ------- | -------------------------- | -------------------------- |
| 1999 | 5,3                         | 3       | –                          | –                          |
| 2004 | 8,5                         | 6       | Gudrun Wüsthof             | 8,5                        |
| 2009 | 10,4                        | 7       | Markus Preuss              | 12,1                       |
| 2014 | 4,3                         | 2       | –*                         | –*                         |
| 2020 | 3,2                         | 2       | Jan Michael Lange          | 2,8                        |
| 2025 |                             |         |                            |                            |

*Die Oberbürgermeisterwahl fand 2015 statt. Die BfS stellte keinen eigenen Kandidaten auf.